# 臨湘市
臨湘市（りんしょう-し）は中華人民共和国湖南省岳陽市に位置する県級市。

## 地理
臨湘市は長江中流南岸に位置し、東部には丘陵地帯、西部には洞庭湖平原が広がる。

## 行政区画
- 街道：長安街道、桃砿街道、五里牌街道
- 鎮：忠防鎮、聶市鎮、江南鎮、桃林鎮、長塘鎮、白羊田鎮、詹橋鎮、黄蓋鎮、羊楼司鎮、坦渡鎮